# Geoffrey Barton
Sir Geoffrey Barton (Stoccarda, 22 febbraio 1844 – Dumfries, 8 luglio 1922) è stato un generale inglese.

## Biografia
Era il figlio di Charles Barton Cutts, e di sua moglie, Emelia Ann Barton Hastings. Studiò a Eton College.

## Carriera
Divenne guardiamarina il 30 ottobre 1862 e trasferito nel 1º Battaglione di stanza a Firozpur, Punjab. È stato promosso a tenente nel 1865.
Fu aiutante nel 1º Battaglione dei Royal Fusiliers (1869-1873), ma nel mese di gennaio 1874 venne trasferito nel 2º Battaglione, Royal Welsh Fusiliers in Africa occidentale nelle Guerre Anglo-Ashanti sotto il generale Sir Garnet Wolseley. Nel novembre 1874 ritornò nei Royal Fusiliers come capitano.
Nell'ottobre 1874 è stato nominato aiutante di campo del maggiore generale Shipley, il comandante di una brigata a Aldershot.

### Guerra Zulu
Allo scoppio della guerra Zulu nel 1879 il capitano Barton venne messo al comando del 4º battaglione, Natal Native Contingent dove era presente alla battaglia di Gingindlovu.
Dopo la guerra tornò in Inghilterra e frequentò il Staff College e venne promosso a Maggiore nel luglio 1881.

### Africa e Asia
Nel settembre 1882 le forze britanniche comandate dal tenente generale Sir Garnet Wolseley sbarcarono nella zona del canale di Egitto per contribuire a sopprimere una rivolta guidata da Ahmed Orabi. Barton venne nominato Comandante della Royal Military Police ed era presente l'attacco egiziano a Kassasin e nella Battaglia di Tel el-Kebir, quando venne promosso a tenente colonnello.
Dal gennaio 1884 al febbraio 1885, servì a Hong Kong e in Cina come assistente segretario militare del maggior generale John Sargent, dopodiché andò a Suakin, Sudan, durante la Spedizione del Nilo sotto il tenente generale Sir Gerald Graham fino al giugno 1885.
Ha poi trascorso diversi anni in Gran Bretagna, dove venne promosso a Maggiore Generale il 27 ottobre 1898.

### Seconda guerra boera
Allo scoppio della Seconda guerra boera, il generale di Barton prese il comando della 6ª brigata della Royal Fusiliers che faceva parte del corpo di spedizione inviato in Sudafrica al comando del generale Redvers Buller.
Il primo obiettivo del generale Buller era la liberazione di Ladysmith che era sotto l'assedio delle forze boere ma i primi tentativi fallirono a Colenso e Spion Kop; Barton guidò la sua brigata in queste sfortunate battaglie. Alla fine si trasferì il suo esercito fino a Città del Capo via Pietermaritzburg a Frere, appena a sud del fiume Tugela, a nord della quale i boeri avevano riposto la loro linea difensiva.
In seguito venne inviato al Weston Transvaal, dove ha comandato i distretti di Krugersdorp e Pretoria fino alla fine della guerra, nel 1902.

## Matrimonio
Nel 1890 sposò Marie Beryl Baskerville Mackenzie ed ebbero 3 figli: Philip Geoffrey (1891), Charles Henry (1893) e Joanna Katherine (1894).

## Morte
Barton lasciò l'esercito britannico nel mese di agosto del 1904. Si stabilì a Craige, dove si interessò nelle questioni locali, come la Croce Rossa e il Movimento dei Boy Scout. Morì l'8 luglio 1922, all'età di 78 anni.